# Choristotanyderus nanus
Choristotanyderus nanus es una especie extinta de insectos protodípteros de la familia Permotanyderidae, la única especie del género Choristotanyderus.
 Fue descrita en 1953 por E. F. Riek a partir de un espécimen hallado en Australia.
La presencia de mecópteros en el Pérmico Superior de Australia constituye la prueba más consistente acerca de la presencia de dípteros o de sus predecesores directos en aquella época. Los paratricópteros del Pérmico Superior probablemente, y los del Triásico ciertamente, se han considerado supervivientes del grupo materno. Riek describió en 1953 tres especies de protodípteros del Pérmico Superior de Australia: Permotanyderus ableptus, Choristotanyderus nanus y Permotipula patricia, pero éstas no pueden atribuirse a ninguno de los subgrupos de los dípteros o de sus predecesores directos.

## Morfología
Un espécimen completo de Choristotanyderus nanus encontrado por Riek muestra que la especie tenía cuatro alas y que las alas posteriores tenían una longitud de aproximadamente dos tercios de las delanteras. Estas alas delanteras presentaban la curva característica del tallo de R que es propia de los dípteros. La especie se diferencia de los mecópteros, además, por la presencia de una vena R recta a la altura del origen de Rs en las alas delanteras.
Junto con los permotipúlidos (Permotipula y Permila, Willman, 1989) y los robinjohníidos (Robinjohnia, Scherbakov et al., 1995), los algo más lejanamente emparentados permotanidéridos constituyen un grupo de mecopteroideos del Pérmico Tardío de Australia y Eurasia (250-260 Ma) que representa a los parientes cercanos más antiguos de las moscas. Los dos primeros géneros presentaban alas separadas (presumiblemente las delanteras), y los dos últimos se han creado a partir de especímenes completos: Los robinjohníidos tenían cuatro alas de aproximadamente el mismo tamaño; las alas posteriores de los especímenes de Choristotanyderus nanus (Permotanyderidae) tenían un tamaño de aproximadamente la mitad de las delanteras, y su mesotórax era grande. En todos estos géneros la venación alar era reducida en comparación con la de otros mecopteriodeos y cercana a la hipotética venación original de los dípteros (Hennig, 1973; Willmann, 1989).